# Arunte (Eneide)
(Virgilio Eneide XI, 783 - 784)
Arunte (o Arrunte) è nella mitologia romana un giovane cacciatore e guerriero etrusco, citato nel libro XI dell'Eneide come l'uccisore della volsca Camilla. Verrà subito dopo ucciso dalla ninfa Opi su ordine della dea Diana, per vendicare la morte della donna guerriera.